# 2011 Veteraniya
2011 Veteraniya је астероид главног астероидног појаса чија средња удаљеност од Сунца износи 2,386 астрономских јединица (АЈ).
Апсолутна магнитуда астероида је 12,9.